# こども面白館
こども面白館（ -おもしろかん）とは、NHK総合テレビで1977年4月9日から1978年4月1日まで放送された子供向け番組である。

## 概要
坂本九と林寛子を司会にした、子供向けバラエティ番組である。坂本が『新八犬伝』の口調で様々な事を話す「立体講談」など、様々なコーナーで構成される。

## 放送時間
- 毎週土曜日 18:05 - 18:45

## 出演者
- 坂本九[2]
- 林寛子[2]
- 帯淳子[2]
- キャロライン洋子
- ゼンジー北京（手品コーナー出演）[2]
- アダチ龍光（手品コーナー出演）[2]
- 伊藤一葉（手品コーナー出演）[2]

## マスコットキャラクター
- ドン・ゴリゴ（ゴリラ）[2]

## コーナー
- 九ちゃんの立体講談